# Heimat- und Keramikmuseum Kandern
Das Heimat- und Keramikmuseum Kandern ist ein Heimatmuseum in der Stadt Kandern im Landkreis Lörrach mit dem Schwerpunkt kunstkeramisches Handwerk.

## Geschichte
Nachdem der Lehrer Karl Herbster 1905 nach Kandern versetzt worden war, sammelte er den Grundstock der Exponate für das Heimat- und Keramikmuseum. Bereits im Sommer 1910 richtete er mit dem Gewerbeverein Kandern ein Antiquitätenzimmer ein. 1912 wurde eine Ausstellung in den Räumen des alten Schulhauses organisiert. Mit kunstverständiger Beratung durch den Maler Hermann Daur konnte man die Sammlung deutlich ausbauen und 1924 organisierte Daur eine Ausstellung im Rathaussaal. 1926 kam Albert Eisele als Lehrer nach Kandern und wurde nun eine treibende Kraft beim Ausbau der Sammlung und den Bemühungen um einen festen Ausstellungsplatz.
1936 stellte die Gemeinde ein Gebäude am Marktplatz für die Sammlung zur Verfügung und man konnte nun ein Museum eröffnen. Der Ziegel-Fabrikant Ernst Kammüller war einer der wichtigen Sponsoren.
Nach dem Krieg wurde das Gebäude anderweitig gebraucht und die Museumssammlung musste an diversen Lagerplätzen untergebracht werden und erlitten Verluste.
Erst zur 1200-Jahr-Feier von Kandern und zum 150. Todestag von Johann Peter Hebel fand man 1976 im Staffelgiebelhaus aus dem 16. Jahrhundert in der Ziegelstraße eine neue Stätte für das Museum. Giselher Haumesser archivierte die Sammlung und konzipierte die Ausstellung in Zusammenarbeit mit Hans Jakob Wörner vom Landesdenkmalamt Freiburg.
Zur Unterstützung der Aktivitäten des Museums gibt es den Freundeskreis Heimat- und Keramikmuseum Kandern.

## Ausstellung

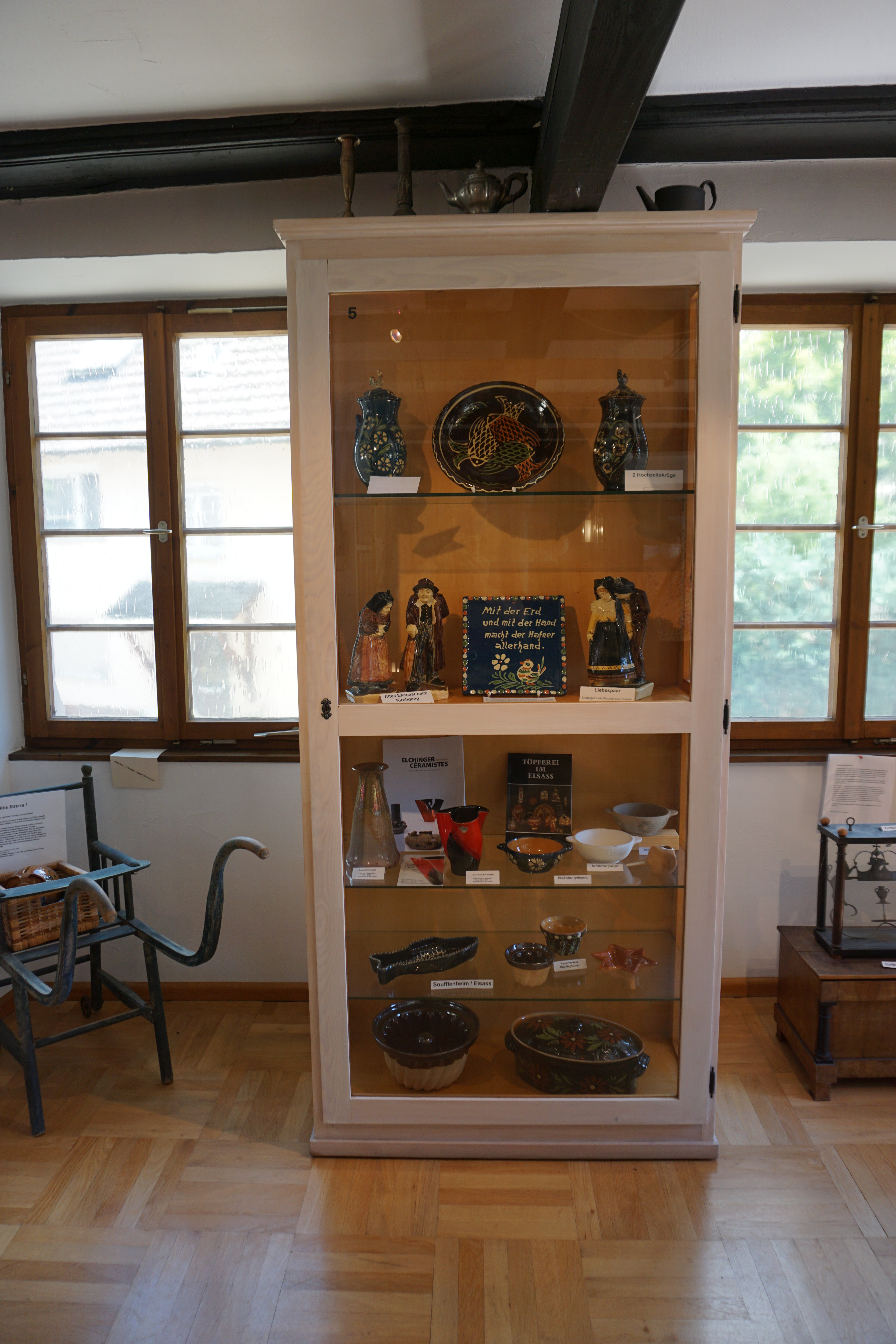
Blick in die Ausstellung

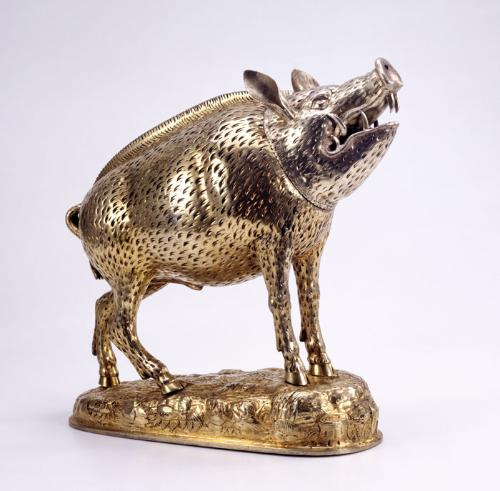
Goldene Sau

Zum Schwerpunkt der Ausstellung wurden Töpferei und Keramik gewählt – Wirtschaftsbereiche die in der jüngeren Geschichte der Stadt eine besondere Rolle spielten. Hafnerwerkstätten gab es im Ort von 1599 bis 1965. Seit Ende des 19. Jahrhunderts entwickelte sich das Handwerk in Kandern unter dem maßgeblichen Einfluss von Max Laeuger zum hochstehenden Kunsthandwerk. Richard Bampi und Horst Kerstan entwickelten die kunstkeramische Werkstatt der Tonwerke Kandern weiter. Die Ausstellung wird daher geprägt durch die Werke dieser drei Künstler, die aber ergänzt werden durch Werke jüngerer Kunstkeramiker – zudem sind auch Entwürfe des Malers August Macke zu sehen.
Der historisch, heimatkundliche Teil der Ausstellung zeigt Bezüge des altbadischen Kandern zur Markgrafschaft und zum Großherzogtum Baden. Erinnerungsstücke an die Badische Revolution und insbesondere an den Heckeraufstand vom April 1848 dürfen nicht fehlen, war doch Kandern das letzte Nachtlager Friedrich Heckers vor dem Gefecht auf der Scheideck.
Ein Papierbogen aus der Kanderner Papiermühle ermöglicht die Verbindung zu Johann August Sutter der hier geboren wurde und dann bei der Ausarbeitung der Verfassung des US-amerikanischen Bundesstaates Kalifornien mitwirkte.

### Die Goldene Sau
Das kunstgeschichtlich bedeutsamste Exponat ist die Kopie der Goldene Sau. Markgraf Georg Friedrich von Baden-Durlach stiftete dieses Trinkgefäß 1604. Zusammen mit einem Willkommbuch, einer Art Gästebuch, befand es sich im markgräflichen Forsthaus in Kandern. Es war von dem Augsburger Goldschmied Balthasar Lerff (* um 1572, † 1622) aus 1,5 Kilogramm feuervergoldetem Silber gefertigt worden und ist 26,7 cm hoch. Der Sockel misst 25,4 × 9,8 cm. Der Kopf ist als Trinkbecher abnehmbar, der Körper dient als Krug. Der Krug hat ein Fassungsvermögen von 1,5 Liter.
Am 12. Oktober 1977 übergab der Freiburger Forstpräsident Erwin Lauterwasser die Goldene Sau dem Direktor des Badischen Landesmuseums Ernst Petrasch. Zuvor erhielten das Kanderner Forsthaus und die Forstdirektion Freiburg je ein Replikat aus Metall und das Kanderner Heimatmuseum eines aus Kunstharz. Das Original des Willkommbuch ging 1977 an das Generallandesarchiv in Karlsruhe, das Kanderner Forsthaus erhielt eine Kopie.
2005 wurde das Jubiläum 400 Jahre Goldene Sau mit einer Ausstellung im Forsthaus gefeiert. Der Wert des Trunkgefäßes wird auf 250 000 Euro geschätzt.